# Persone di cognome Williamson
| Questa pagina contiene informazioni ricavate automaticamente dalle voci biografiche con l'ausilio del template Bio e di un bot. L'aggiornamento è periodico e automatico e ricostruisce completamente la pagina. Se manca una persona in questa lista, sei pregato di non aggiungerla, ma accertati piuttosto che la sua voce biografica contenga il template Bio e che i dati anagrafici siano correttamente compilati. Se il template Bio manca, inseriscilo tu stesso o, in alternativa, metti l'avviso {{tmp\|Bio}} che ne segnala la mancanza. Se i dati riportati sono sbagliati, correggi direttamente la voce biografica; le modifiche saranno visibili in questa lista entro pochi giorni. Per chiarimenti vedi il progetto antroponimi. La lista contiene solo le 54 persone che sono citate nell'enciclopedia e per le quali è stato implementato correttamente il template Bio. Pagina aggiornata al 7 giu 2025. |

Questa è una lista di persone presenti nell'enciclopedia che hanno il cognome Williamson, suddivise per attività principale.

## Allenatori di calcio(1)
- Mike Williamson, allenatore di calcio e ex calciatore inglese (Stoke-on-Trent, n. 1983)

## Altiste(1)
- Kimberly Williamson, altista giamaicana (Frankfield, n. 1993)

## Arciere(1)
- Alison Williamson, arciera britannica (Melton Mowbray, n. 1971)

## Attori(3)
- Fred Williamson, attore, regista cinematografico e ex giocatore di football americano statunitense (Gary, n. 1938)
- Mykelti Williamson, attore e regista statunitense (Saint Louis, n. 1957)
- Nicol Williamson, attore britannico (Hamilton, n. 1936 - Amsterdam, † 2011)

## Attrici(2)
- Sandra Voe, attrice scozzese (Isole Shetland, n. 1936)
- Afton Williamson, attrice statunitense (Sylvania, n. 1984)

## Biologi(1)
- William Crawford Williamson, biologo britannico (Scarborough, n. 1816 - Londra, † 1895)

## Calciatori(5)
- Bobby Williamson, ex calciatore e allenatore di calcio scozzese (Glasgow, n. 1961)
- Devaughn Williamson, calciatore bahamense (n. 1997)
- Eryk Williamson, calciatore statunitense (Alexandria, n. 1997)
- Lee Williamson, ex calciatore giamaicano (Derby, n. 1982)
- Tim Williamson, calciatore inglese (North Ormesby, n. 1884 - Redcar, † 1943)

## Calciatrici(1)
- Leah Williamson, calciatrice inglese (Milton Keynes, n. 1997)

## Canottieri(1)
- Dan Williamson, canottiere neozelandese (Auckland, n. 2000)

## Cantanti(1)
- John Williamson, cantante, chitarrista e compositore australiano (Kerang, n. 1945)

## Cestisti(6)
- Andre Williamson, cestista statunitense (Dayton, n. 1989)
- Corliss Williamson, ex cestista e allenatore di pallacanestro statunitense (Russellville, n. 1973)
- Garrett Williamson, ex cestista statunitense (Ardmore, n. 1988)
- John Williamson, cestista statunitense (New Haven, n. 1951 - New Haven, † 1996)
- John Williamson, ex cestista statunitense (Columbus, n. 1986)
- Zion Williamson, cestista statunitense (Salisbury, n. 2000)

## Chimici(1)
- Alexander William Williamson, chimico britannico (Londra, n. 1824 - Hindhead, † 1904)

## Chitarristi(1)
- James Williamson, chitarrista, compositore e produttore discografico statunitense (Castroville, n. 1949)

## Economisti(2)
- John Williamson, economista britannico (Hereford, n. 1937 - Chevy Chase, † 2021)
- Oliver Williamson, economista statunitense (Superior, n. 1932 - Berkeley, † 2020)

## Filosofi(1)
- Timothy Williamson, filosofo inglese (Uppsala, n. 1955)

## Fotografi(1)
- John Ernest Williamson, fotografo, regista e produttore cinematografico britannico (Liverpool, n. 1881 - Nassau, † 1966)

## Fumettisti(1)
- Al Williamson, fumettista statunitense (New York City, n. 1931 - upstate New York, † 2010)

## Giocatori di baseball(1)
- Ronald Keith Williamson, giocatore di baseball statunitense (Ada, n. 1953 - Tulsa, † 2004)

## Giocatori di football americano(1)
- Avery Williamson, giocatore di football americano statunitense (Cleveland, n. 1993)

## Mercanti(1)
- Passmore Williamson, mercante e avvocato statunitense (Contea di Chester, n. 1822 - Upper Darby, † 1895)

## Mezzofondisti(1)
- Graham Williamson, ex mezzofondista britannico (n. 1960)

## Musiciste(1)
- Astrid Williamson, musicista, compositrice e cantautrice scozzese (Shetland, n. 1968)

## Nuotatori(1)
- Sam Williamson, nuotatore australiano (Mount Waverley, n. 1997)

## Orologiai(1)
- Christopher Williamson, orologiaio britannico

## Piloti automobilistici(1)
- Roger Williamson, pilota automobilistico inglese (Ashby-de-la-Zouch, n. 1948 - Zandvoort, † 1973)

## Pittori(1)
- Todd Williamson, pittore statunitense (Cullman, n. 1964)

## Politiche(1)
- Marianne Williamson, politica e scrittrice statunitense (Houston, n. 1952)

## Politici(3)
- David Williamson, barone di Horton, politico inglese (n. 1934 - † 2015)
- Gavin Williamson, politico britannico (Scarborough, n. 1976)
- Robert McAlpin Williamson, politico statunitense (Contea di Clarke - Contea di Wharton, † 1859)

## Produttori televisivi(1)
- Kevin Williamson, produttore televisivo, sceneggiatore e produttore cinematografico statunitense (New Bern, n. 1965)

## Registi(1)
- James Williamson, regista, direttore della fotografia e sceneggiatore scozzese (Kirkcaldy, n. 1855 - Richmond upon Thames, † 1933)

## Scrittori(2)
- Henry Williamson, scrittore inglese (Brockley, n. 1895 - Georgeham, † 1977)
- Jack Williamson, scrittore e autore di fantascienza statunitense (Bisbee, n. 1908 - Portales, † 2006)

## Stilisti(1)
- Matthew Williamson, stilista inglese (Chorlton, n. 1971)

## Teologi(1)
- Hugh G. M. Williamson, teologo inglese (n. 1947)

## Triatlete(1)
- Evelyn Williamson, triatleta neozelandese (Hamilton, n. 1971)

## Velociste(1)
- Audrey Williamson, velocista britannica (Bournemouth, n. 1926 - Rhos-on-Sea, † 2010)

## Velocisti(2)
- Darold Williamson, velocista statunitense (San Antonio, n. 1983)
- Simeon Williamson, velocista britannico (Londra, n. 1986)

## Vescovi(1)
- Richard Williamson, vescovo britannico (Londra, n. 1940 - Margate, † 2025)